# Villalmanzo
Villalmanzo és un municipi de la província de Burgos a la comunitat autònoma de Castella i Lleó. Forma part de la comarca de l'Arlanza.

## Demografia
| 1991 | 1996 | 2001 | 2004 |
| ---- | ---- | ---- | ---- |
| 453  | 490  | 511  | 475  |

## Personalitats
- Marcelo Adrián Obregón (1877-1939), heroi militar espanyol a les Filipines.
- Pedro Echevarría Bravo (1905-1980), músic i compositor espanyol.